# کاما، فوکوئوکا
کاما در استان فوکوئوکا در کشور ژاپن واقع شده‌است  که دارای جمعیت ۴۴٬۴۳۱ نفر و مساحت ۱۳۵٫۱۸ کیلومتر مربع با تراکم جمعیت ۳۲۹  نفر در کیلومترمربع است و در تاریخ ۲۷ مارس ۲۰۰۶ به عنوان شهر شناخته شد.